# Maurice Sendak
Maurice Bernard Sendak (* 10. Juni 1928 in New York City, New York; † 8. Mai 2012 in Danbury, Connecticut) war ein US-amerikanischer Illustrator, Kinderbuchautor und Bühnenmaler. Er wurde mit einem neuen Realismus in der Kinderbuchliteratur bekannt, der zunächst auf großen Widerstand stieß. Sein populärstes Werk ist Wo die wilden Kerle wohnen.

## Leben
Sendak wurde 1928 im New Yorker Stadtteil Brooklyn als jüngstes von drei Kindern einer Familie polnisch-jüdischer Einwanderer geboren. Seine Mutter war Sadie Sendak, geborene Schindler, sein Vater Philip Sendak; dieser stammte aus der polnischen Kleinstadt Zambrów  nahe Białystok. Sendak sr. lernte Sadie Schindler, Tochter eines Rabbiners und ebenfalls immigriert, in den USA kennen. Sie war ohne Schulausbildung, sollte in den USA Geld verdienen und später ihre Eltern nachholen. Philip Sendak begann als Schneider zunächst in Ost-New York und dann im jüdischen Viertel von Brooklyn zu arbeiten.
Von frühester Kindheit an wollte Maurice Sendak Buchillustrator werden. Als ein schwächliches und kränkelndes Kind blieb er oft zu Hause; seine Schwester brachte ihm daher Abenteuerbücher von der Bibliothek mit. Schon als Sechsjähriger zeichnete er mit seinem fünf Jahre älteren Bruder Jack sein erstes Kinderbuch. Im Alter von zwölf Jahren entschied er sich, Zeichner zu werden, nachdem er den Zeichentrickfilm Fantasia (1940) der Walt Disney Studios gesehen hatte. Den Schulunterricht hasste er. Noch auf der Lafayette High School illustrierte er Bücher.
Nach dem Schulabschluss wurde er Dekorateur bei FAO Schwarz, dem größten Spielzeugladen New Yorks auf der Fifth Avenue. Dort las er Kinderbücher und lernte vor allem die klassischen Illustrationen der britischen Zeichner George Cruikshank und Randolph Caldecott schätzen. Im Abendstudium besuchte er die Art Students League of New York. Die Kinderbuchlektorin des Verlages Harper and Brothers, Ursula Nordstrom, entdeckte 1950 Sendak und förderte ihn. Die Kinderbuchautorin Ruth Krauss sowie ihr Ehemann Crockett Johnson gaben ihm wertvolle Hinweise. In den 1950er und 1960er Jahren stießen seine Illustrationen auf den Widerstand von Lektoren, Kritikern und Bibliothekaren. Seine Zeichentechnik, Schatten und Räume mit gekreuzten Linien zu skizzieren, war ihnen „zu europäisch“, was Sendak als „zu hässlich“ interpretierte. Auch an seinem Realismus und an der Gewalttätigkeit in seinen Geschichten wurde Anstoß genommen. Erst allmählich setzte sich die Erkenntnis und damit auch die Anerkennung durch, dass das Gewaltsame kein Selbstzweck war, sondern in psychoanalytischem Sinne als Angebot zur Bewältigung und Stärkung der Kinder eingesetzt wurde. Beispielhaft und stilbildend umgesetzt wurde dieses Konzept von ihm im Kinderbuch Wo die wilden Kerle wohnen (Where The Wild Things Are); damit gelang ihm 1963 der Durchbruch auch auf internationaler Ebene. Für Sendak selbst blieb die Hauptperson dieses Buches, der tagträumende Max, seine „liebste Schöpfung“. Im Jahr 2009 kam nach jahrelangen Verzögerungen die Verfilmung des Buches in die Kinos.
Das US-amerikanische Nachrichtenmagazin Time nannte ihn 1964 den „Picasso der Kinder“. Anlässlich seines fünften Todestages schrieb Felix Bartels für die überregionale Tageszeitung Neues Deutschland, Sendaks zentrales Thema sei der Übergang von der äußerlichen Welt in eine phantastische oder traumhafte, wo alles Bedeutung hat. Sein zuletzt erschienenes Buch Brundibár ist eine Adaption der gleichnamigen Kinderoper, die von 1943 bis 1944 im KZ Theresienstadt von Kindern aufgeführt wurde und ihnen Trost spenden sollte. Zu Sendaks Freunden zählten unter anderem der Schriftsteller Tony Kushner und der Graphiker Tomi Ungerer.
Sendak, dessen Kinderlosigkeit und enge Beziehung zu seinen Hunden schon lange Thema in Interviews und Artikeln war, erwähnte erstmals 2008, dass er schwul sei und bis zu dessen Tod 2007 50 Jahre lang mit dem Psychoanalytiker Eugene Glynn (1926–2007) zusammengelebt hatte. Seinen Eltern habe er dies nie mitgeteilt: „All I wanted was to be straight so my parents could be happy. They never, never, never knew.“ Auch hätte ein Coming-out der Karriere eines Kinderbuchautors in den 1950er und 1960er Jahren geschadet. Tony Kushner hatte Sendaks Beziehung zu Glynn schon 2003 in einem Zeitungsbeitrag im Guardian erwähnt. Auf die Frage „Wusste Ihre Familie von Ihrem Lebensgefährten?“ antwortete Sendak in einem Interview mit Emma Brockes: „Ja und nein. Sie wollten ihn nie kennenlernen. Aber natürlich wussten sie, dass ich schwul bin. Zumindest mein Vater. Meine Mutter lebte in einer eigenen Welt. Es wurde nicht darüber gesprochen.“
Maurice Sendak starb am 8. Mai 2012 in Danbury, Connecticut im Alter von 83 Jahren an Komplikationen nach einem Schlaganfall.
Neben seinen Illustrationen für Kinderbücher hatte der Mozart-begeisterte Sendak auch an Bühnenbildern für Opernproduktionen gearbeitet. 2019 zeigte The Morgan Library & Museum in New York die Ausstellung Drawing the Curtain. Maurice Sendak’s Designs for Opera and Ballet.

## Adaptionen
2009 erschien der von Spike Jonze inszenierte Film Wo die wilden Kerle wohnen, der auf Sendaks gleichnamigem Buch basiert.
Im Juli 2020 gab das US-Unternehmen Apple bekannt, dass es die Adaptionsrechte an Sendaks Werken von der Maurice Sendak Foundation erworben habe. Ziel bei diesem mehrjährigen Vertrag soll die Entwicklung von Inhalten für den Video-on-Demand-Dienst Apple TV+ sein. Dabei helfen soll der langjährige Sendak-Kooperationspartner Arthur Yorinks.

## Werke (Auswahl)

### Bücher
Sendaks Gesamtwerk beläuft sich auf über 100 Bücher.
- Kenny’s window. 1956.
  - deutsch von Brigitte Jakobeit: Kennys Fenster. Aladin Verlag, Hamburg 2013, ISBN 978-3-8489-2015-0.
- The Sign on Rosie’s Door. 1960.
  - deutsch von Ute Haffmans: Das Schild an Rosis Tür. Diogenes, Zürich 1976, ISBN 3-257-00579-2.
- Where The Wild Things Are. 1963.
  - deutsch von Claudia Schmölders: Wo die wilden Kerle wohnen. Diogenes, Zürich 1967. (1992, ISBN 3-257-00513-X.[14]
- Hector Protector, and As I Went Over the Water: Two Nursery Rhymes. 1965.
  - deutsch von Hans Manz: Hektor Protektor und als ich über den Ozean kam. Zwei Kinderreime mit Bildern.  Diogenes, Zürich 1971.
- Higglety Pigglety Pop! or, There Must Be More to Life. 1967.
  - deutsch von Hildegard Krahé: Higgelti Piggelti Pop! oder Es muss im Leben mehr als alles geben. Diogenes, Zürich 1969. (2009, ISBN 978-3-257-00525-7)
- In the Night Kitchen. 1970.
  - deutsch von Hans Manz: In der Nachtküche. Diogenes, Zürich 1971, ISBN 3-257-00537-7.
- Some Swell Pup. 1976.
- Seven Little Monsters. 1977.
  - deutsch von Gerd Haffmans: Die Geschichte von den sieben kleinen Riesen. Diogenes, Zürich 1975, ISBN 3-257-00574-1.
  - als Zeichentrick verfilmt unter dem Titel Die sieben kleinen Monster (2000–2003)
- Outside Over There. 1981.
  - deutsch: Als Papa fort war. Diogenes, Zürich 1984, ISBN 3-257-00641-1.
- In Grandpa’s House. 1985.
  - deutsch: In Großvaters Haus.
- We Are All in the Dumps with Jack and Guy: Two Nursery Rhymes with Pictures. 1993.
- Coldecott and Co. 1998.
  - deutsch von Anne Hamilton u. a.: Coldecott & Co. Fischer, Frankfurt 1999, ISBN 3-596-13356-4.
  - Neuauflage: Coldecott & Co. Gedanken zu Büchern und Bildern. Aladin Verlag, Hamburg 2013, ISBN 978-3-8489-2022-8.
- mit Tony Kushner: Brundibár. 2002.
  - deutsch von Mirjam Pressler: Brundibar. Gerstenberg, Hildesheim 2004, ISBN 3-8067-5073-4.
- Bumble Ardy. 2012.
  - deutsch von Ebi Naumann: Wurstl-Wutz. Aladin Verlag, Hamburg 2013, ISBN 978-3-8489-0047-3.

### Buchillustrationen
Illustrationen zu Else Holmelund Minariks Reihe Der kleine Bär:
- deutsche Ausgabe 1959 – Der kleine Bär.
- Der kleine Bär auf Besuch
- deutsche Ausgabe 1961 – Vater Bär kommt heim. Sauerländer, Düsseldorf, ISBN 978-3-7941-0026-2.
- Little Bear's Friend.
  - deutsche Ausgabe 1962 von Erdmut Gross – Der kleine Bär und seine Freundin. Aladin Verlag, Hamburg 2013, ISBN 978-3-8489-2021-1.
- Ein Kuss für den kleinen Bären. Sauerländer, Düsseldorf, ISBN 978-3-7941-0264-8.

Sonstige Illustrationen:
- Isaac Bashevis Singer: Zlateh die Geis und andere Geschichten. Sauerländer AG, Aarau, 1968

- Charlotte Zolotow: Herr Hase und das schöne Geschenk. (Mr. Rabbit and the Lovely Present), Diogenes, Zürich, ISBN 978-3-257-00815-9.
- Robert Graves: Das Zauberbuch (Big Green Book), Diogenes 2003, ISBN 978-3-257-00898-2
- Beatrice Schenk de Regniers: Schau, was ich tu mit dem Schuh. Middelhauve, München 1999, ISBN 3-7876-9608-3 (deutscher Text von Ernst Jandl)
- E. T. A. Hoffmann: Nussknacker und Mausekönig. cbj, ISBN 978-3-570-13040-7.
- Brüder Grimm: Märchen der Brüder Grimm. Diogenes, 1974. (Neuauflage: 2000, ISBN 3-257-00866-X)

## Auszeichnungen
- 1964: Caldecott Medal der American Library Association für Where The Wild Things Are
- 1964: Lewis Carroll Shelf Award für Where the Wild Things Are (dt. Wo die wilden Kerle wohnen)
- 1970: Hans Christian Andersen Preis als Illustrator
- 1983: Laura Ingalls Wilder Award für große Verdienste in der Kinderliteratur (ALA)
- 1996: National Medal of Arts
- 2003: Astrid-Lindgren-Gedächtnis-Preis

## Zitate
„Es sollte mehr ernsthafte Bücher für Kinder geben. Es ist erniedrigend für ein Kind, wenn man so schreibt wie für einen Idioten. Ich glaube, man kann alles für Kinder schreiben, viel freier als für Erwachsene, denen man zu viele Lügen erzählen muss.“

„Die Kindheit ist ein schrecklicher Zustand. Man kann sich nicht wehren. Es ist immer ein Wunder, dass wir überleben und erwachsen werden.“